# Лалонд, Брис
Брис Лалонд (фр. Brice Lalonde, род. 10 февраля 1946, Нейи-сюр-Сен, Верхняя Сена) — французский политический деятель. С 2007 года является посланником Франции на международных переговорах по вопросам климатических изменений. Эколог, занимающий активную позицию, с 1988 по 1992 год был назначен государственным секретарём, затем министром экологии.

## Биография
Выходец из состоятельной среды, его отец владел предприятиями в текстильной промышленности, мать принадлежала к семье Форбс, древнему и богатому роду из Бостона, имеющему шотландские корни.
Брис Лалонд вырос с отцом в Париже. Длительное время он участвовал в деятельности Объединённой социалистической партии (PSU), а с 1963 года Национального союза французских студентов (UNEF), студенческого профсоюза, в 1968 году возглавлял его отделение в Сорбонне.
Интерес Бриса Лалонда к проблемам экологии, по его собственному мнению, проявился с 1969 года, после пребывания человека на Луне. Тогда он вступил в ассоциацию «Друзей Земли», французский филиал которой был основан Аленом Эрве, вместе с ним он организовал 22 апреля 1972 года демонстрацию протеста против строительства дорог вдоль берегов Сены в Париже. Позже он становится Председателем этой ассоциации и руководит предвыборной кампанией по выдвижению кандидата-эколога Рене Дюмона на президентских выборах 1974 года. В 1977 году он является пресс-секретарем в ходе выдвижения списков «Париж Экология» на муниципальных выборах.
Он был кандидатом от экологов на президентских выборах 1981 года, победив на первом этапе Филиппа Лебретона, кандидата от Политического Движения Экологов (MEP), партии, вступить в которую он отказался с момента её основания. Он набрал 3,7 % голосов, но не стал формировать блока с Франсуа Миттераном во время проведения второго тура выборов. В 1983 году выдвигался кандидатом на муниципальных выборах в Париже, в следующем году он был третьим в списках Радикального крыла экологов Соединенных штатов Европы, но по никто из кандидатов списка не прошел на выборы. Будучи противником создания экологической партии, он удаляется с политической сцены.
В 1988 году Премьер Министр Мишель Рокар приглашает его в правительство, где он занимается вопросами охраны окружающей среды в качестве Государственно секретаря по экологии до апреля 1992 года, потом в качестве Министра по охране окружающей среды и предупреждению крупных природных и техногенных катастроф (октябрь 1990 года) и Министра по охране окружающей среды в мае 1991 года. Именно в ходе его пребывания на этом посту было заявлено о необходимости установки катализатора для автомобильной промышленности.
В 1990 году он создает партию «Экологическое поколение», а после победы правых сил на выборах в законодательное собрание в 1993 году и в связи с провалом экологических движений «Экологического поколения» и «Зеленых», начинает её переориентацию вправо. В 1977 году он был выбран в Региональный Совет Бретани. Близкий по взглядам к Алену Мадлену он формирует блок с либеральными демократами Мари-Терез Буассо и в марте 1998 года избирается по спискам Союза за французскую демократию (UDF) — Объединения в поддержку республики (RPR) — Поколения экологии в департаменте Илль-и-Вилен.
После переориентации вправо, многие соратники покинули партию. Ему не удается сформировать блока перед президентскими выборами 1995 и 2002 года, в 1995 году он принимает решение в пользу Жака Ширака, а в 2002 году решает отойти от политики и уйти с поста Председателя «Экологическое поколение».
В феврале 2007 года он руководит проведением круглого стола по вопросам долгосрочного развития Организации экономического сотрудничества и развития (OCDE), представляет отчет об агротопливе. 26 сентября 2007 года в ходе заседания совета министров он был назначен посланником Франции на переговорах по вопросам климатических изменений, он заменил на этом посту Жана-Луи Борлоо, своего соратника по партии «Экологическое поколение» и государственного министра по охране окружающей среды и обустройству территории.

## Государственные должности
- 13 мая — 28 июня 1988 года — Государственный секретарь по вопросам охраны окружающей среды в правительстве Мишеля Рокара
- 28 июня 1988 года — 29 марта 1989 года — Государственный секретарь по вопросам охраны окружающей среды в правительстве Мишеля Рокара
- 29 марта 1989 года — 2 октября 1990 года — Государственный секретарь по вопросам охраны окружающей среды и предупреждения технологических и природных катастроф в правительстве Мишеля Рокара
- 2 октября 1990 года — 16 мая 1991 года — Уполномоченный Министр по охране окружающей среды и предупреждению техногенных и природных катастроф в правительстве Мишеля Рокара
- 16 мая 1991 года — 4 апреля 1992 года — Министр экологии в правительстве Эдит Крессон
- 26 сентября 2007 года назначен посланником Франции на переговорах по вопросам климатических изменений.
- 1995—2008 — избирался мэром Сен-Бриак-сюр-Мер.